# Hoplocampe du pommier
Hoplocampa testudinea
Espèce
L'hoplocampe du pommier (Hoplocampa testudinea) est une espèce d'insectes de l'ordre des hyménoptères, de la famille des Tenthredinidae (tenthrèdes ou mouches à scie) dont la larve se développe dans les pommes.
Les larves creusent (souvent à partir du calice) de petits tunnels brun foncé apparents à la surface des fruits. La larve devient mature en trois semaines après avoir visité quatre à cinq fruits qu'elle aura pénétrés jusqu'au cœur. On constate plus de dommages sur les cultivars à floraison hâtive.

## Description
L'hoplocampe adulte mesure 5 à 7 mm de long et ressemble à la fois à une guêpe et à une mouche.
Il a la tête jaune, est noir brillant sur la face dorsale et brun jaunâtre sur la face ventrale.
Ses ailes sont repliées horizontalement sur le dos, hyalines à nervures brunes.

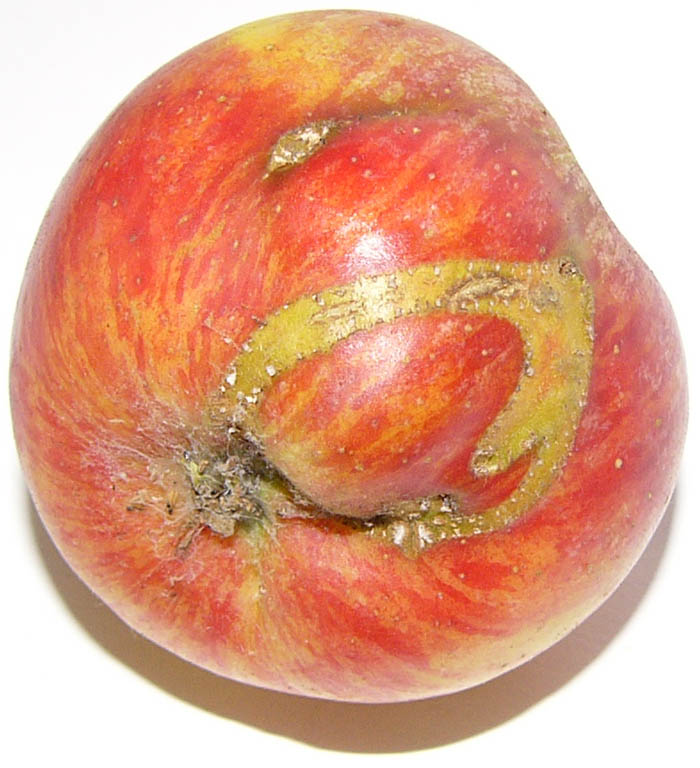
Marque laissé sur une pomme par la larve d'Hoplocampe du pommier

L'œuf translucide mesure 1 mm. La larve blanchâtre à tête brune mesure 12 à 14 mm. Elle a 7 paires de pattes abdominales et dégage une odeur caractéristique de punaise.

## Moyens de lutte
En agriculture durable, on recommande l'application de pyrèthre, de roténone ou de Ryania au stade calice afin de tuer les jeunes larves. On répète l'application deux semaines plus tard.